# Claude-Victor Perrin
Claude-Victor Perrin detto Victor, duca di Belluno (Lamarche, 7 dicembre 1764 – Parigi, 1º marzo 1841) è stato un generale francese, Maresciallo dell'Impero.
Capace ed intrepido, non viene considerato uno stratega e si ritiene che gran parte della sua carriera sia dovuta all'amicizia con Napoleone iniziata ai tempi dell'assedio di Tolone.

## Biografia

### Gli inizi e le Campagne d'Italia
Victor entrò in artiglieria a Grenoble come tamburino nel 1771 e si congedò dieci anni dopo. Si stabilì a Valence come commerciante e nel 1791 sposò Giovanna Giuseppina Muguet dalla quale ebbe quattro figli.
Nel febbraio 1792 entrò nella guardia nazionale della città come granatiere e fu tosto nominato aiutante di battaglia nel 3º battaglione volontari di Drôme. Ad agosto fu promosso aiutante maggiore con il grado di capitano nel 5º battaglione delle Bocche di Rodano.
Alla successiva dichiarazione del governo rivoluzionario che la patria era in pericolo, raggiunse l'Armata d'Italia agli ordini del generale d'Anselme distinguendosi nella battaglia di Coaraze (vicino a Nizza, settembre 1792), ove con soli 600 uomini costrinse, dopo una sanguinosa battaglia, 3.000 piemontesi alla ritirata. Dopo questo episodio bellico giunse a Tolone, ove partecipò all'assedio della città rimanendo ferito durante l'attacco alla ridotta britannica l'Eguilette e guadagnandosi il grado di brigadier generale. Guarito dalle ferite, partecipò nell'armata dei Pirenei orientali alle campagne contro la Spagna, ove gli fu confermato il grado di generale con decreto governativo del 12 giugno 1796, e fu trasferito all'armata d'Italia.
Durante la Campagna d'Italia condotta da Napoleone Bonaparte si distinse, agli ordini del generale Massena nelle battaglie di Borghetto (1º settembre 1795) e di Loano a fine novembre dello stesso anno; a metà aprile del 1796 partecipò alla presa del castello di Cosseria e due giorni dopo contribuì alla disfatta del generale austriaco Vukassovich a Dego. Partecipò quindi alle battaglie contro gli austriaci in Veneto, occupò la città di Imola spingendosi fino ad Ancona (9 febbraio 1797) che occupò. Nello stesso anno fu nominato sul campo da Napoleone generale di divisione, nomina che fu confermata poi dal Direttorio. Egli prestò servizio nell'armata d'Italia fino alla seconda campagna d'Italia di Napoleone (1800), salvo una breve parentesi fra la fine del 1797 e il maggio del 1798 durante la quale prestò servizio nell'armata d'Inghilterra. Partecipò, e vi fu ferito, alla battaglia della Trebbia (19 giugno 1799) e si distinse nella battaglia di Marengo (14 giugno 1800). Il 26 luglio dello stesso anno fu nominato luogotenente generale in capo dell'armata di Batavia.

### L'attività diplomatica e le Campagne nel Nord
Nel 1802 divorziò dalla prima moglie e circa un anno dopo sposò Giulia Vosch d'Avesaat. A giugno del 1804 divenne Grand'Ufficiale della Legion d'onore e fu nominato presidente del collegio elettorale di Maine-et-Loire. Nel febbraio del 1805 fu inviato ambasciatore in Danimarca. Lasciò la Danimarca nel 1806 allorché scoppiò la guerra contro la Prussia e raggiunse la Grande Armée come capo di Stato maggior generale del V Corpo d'armata agli ordini del generale Lannes. Partecipò alle battaglie di Saalfeld (10 ottobre 1806) e di Jena (14 ottobre). Nel gennaio 1807 gli fu affidato il comando della divisione polacca Dombrowski con l'incarico di occupare Colberg e Danzica. Mentre si recava a Stettino con il suo aiutante di campo ed un domestico, la carrozza su cui viaggiava fu intercettata da un gruppo di chasseur prussiani che conduceva operazioni di disturbo contro i francesi nella zona e che lo prese prigioniero. Poco meno di due mesi dopo fu liberato per disposizione dello stesso Napoleone, che autorizzò lo scambio con il Blücher, arresosi al Bernadotte a Ratekau il novembre precedente. A maggio fu incaricato di assediare la città di Graudetz ed ai primi di giugno sostituì il Bernadotte, ferito durante una scaramuccia, alla testa del I Corpo d'armata. Il 14 giugno 1807 partecipò alla battaglia di Friedland nella quale diresse la carica vittoriosa contro i russi. Il 13 luglio dello stesso anno divenne Maresciallo dell'Impero. Nominato Governatore della Prussia e di Berlino dopo la pace di Tilsit, fu insignito nel settembre 1808 del titolo di duca di Belluno.

### La Campagna di Spagna
Nell'agosto del 1808 gli era stato assegnato da Napoleone il comando del I Corpo dell'armata di Spagna, con circa 30.000 effettivi, ed ai primi di novembre le sue truppe furono pronte a Vitoria, ove lo stesso Napoleone aveva posto il suo quartier generale per la Campagna. Iniziò l'azione bellica con uno smacco: il generale Blake riuscì a sottrargli un suo reparto circondato dalle truppe del generale Vilatte, comandante una delle divisioni di Victor, che perse nello scontro a Valmaçeda trecento soldati ed un paio di cannoni. Victor ricevette per questo episodio una severa reprimenda da Napoleone ma un paio di giorni dopo egli si prese la rivincita su Blake ad Espinosa de los Monteros, infliggendo alla sua Armata di Galizia una perdita di oltre 3.000 uomini, oltre a provocare sbandamento e diserzioni nello schieramento del generale spagnolo. Le truppe di Victor parteciparono poi alla presa di Madrid per poi dirigersi su Toledo, destinato alla occupazione di Siviglia. Il 13 gennaio 1809 sconfisse presso Uclés (provincia di Cuenca, regione di Castiglia-La Mancia) le truppe del generale spagnolo Venegas, dell'armata del duca d'Intifado, che perse circa 7.000 uomini (fra morti, feriti e prigionieri) e tutti i suoi cannoni.
Decisa da Napoleone l'invasione del Portogallo, il I Corpo d'armata al comando di Victor si diresse in Estremadura, il 29 marzo sconfisse gli spagnoli del generale Cuesta a Medellín, infliggendogli la perdita di 10.000 soldati, la cattura di 7.000 prigionieri e di 19 cannoni. Vinse ancora gli spagnoli ad Alcabon il 26 luglio. Costretto ad arretrare dall'arrivo delle truppe anglo-portoghesi di sir Arthur Wellesley, non poté entrare in Portogallo: a Talavera de la Reina le sue truppe si scontrarono con quelle del futuro duca di Wellington e la battaglia terminò con un nulla di fatto (le perdite di entrambe le parti assommarono a circa 7.500 uomini). Direttosi quindi verso Siviglia, entrò il 23 novembre a Cordova ed entrò in Siviglia nel febbraio 1810. Iniziò quindi l'assedio di Cadice dal quale fu distolto per l'arrivo via mare di un corpo di spedizione inglese sbarcato ad Algeciras ed unitosi alle truppe del generale spagnolo Antonio Begines de los Rios. Il nemico venne sconfitto a Chiclana (28 gennaio 1811), ove lasciò sul campo quattro cannoni e 1.500 morti. Victor non poté completare l'assedio di Cadice perché fu richiamato in Francia ad aprile del 1812 per rientrare nella Grande Armée e partecipare alla Campagna di Russia.

### La Campagna di Russia e la fine dell'Impero
Il 3 settembre 1812 fu costituito il IX Corpo d'armata nell'ambito della Grande Armée, poco più di 30.000 uomini, una parte dei quali tedeschi del Baden e polacchi, ed il comando venne affidato al Victor. Esso costituì, assieme al X Corpo d'armata, affidato ad Augerau, la retroguardia (e la riserva) dell'armata. Il Corpo d'armata di Victor fu particolarmente prezioso ed efficace durante l'attraversamento della Beresina: esso respinse gli attacchi del generale russo Wittgenstein coprendo così la ritirata di quanto rimaneva della Grande Armée nel difficile attraversamento del fiume. Tuttavia l'ultima notte dell'attraversamento Victor perse un'intera divisione, che in quel momento costituiva l'ala sinistra del IX Corpo d'armata, comandata dal generale Partonneaux, per un errore di orientamento dello stesso comandante di divisione. Prima di attraversare anch'egli il fiume, il IX Corpo d'armata di Victor si distinse per la carica della sua cavalleria leggera, agli ordini del generale Fournier, che spezzò l'accerchiamento dell'unità francese da parte dei russi e permise la ritirata sulla riva destra della Beresina, terminata all'alba del 29 novembre.
Rientrato in Francia con quel poco che rimaneva del IX Corpo d'armata, a Victor fu affidato il II Corpo d'armata destinato alla Campagna di Germania (la Deutsche Befreiungskrieg = La guerra di liberazione tedesca, secondo Federico Guglielmo III di Prussia). Nella battaglia di Dresda (26-27 agosto 1813) le truppe di Victor, all'ala sinistra dello schieramento francese, misero in rotta quelle del generale Bianchi, permettendo così al Murat di completare la sua opera e coronare la vittoria francese con la cattura di una gran quantità di prigionieri nemici. Nella serie di scontri definiti poi battaglia di Lipsia, si trovò poi al comando dell'ala sinistra dello schieramento francese a Wachau (16 ottobre) e a Probstheyda il 18 ottobre, dove respinse l'attacco del generale Barclay. Tornato in Francia, gli fu affidato il comando di circa 10.000 uomini per la difesa delle frontiere francesi nella zona del Reno a Strasburgo. Nella campagna della difesa di Francia combatté a La Rothière ma il suo mancato arrivo a Montereau il 17 febbraio, come richiesto dall'imperatore, per insufficiente dinamismo, compromise l'azione francese dando tempo al nemico, nel caso il principe del Württemberg, di organizzarsi: ciò procurò a Victor una severa reprimenda da parte di Napoleone e la sua sostituzione con il generale Gérard. Riabilitato subito dopo e ricevuto da Napoleone il comando della cavalleria della Guardia imperiale, fu ferito e messo fuori combattimento da un colpo d'arma da fuoco nella battaglia di Craonne (7 marzo).

### La Restaurazione
Dopo la sconfitta di Napoleone Victor decise di collaborare con il re Luigi XVIII dal quale ricevette il 2 giugno 1814 il titolo di Cavaliere di San Luigi ed il comando della 2ª Divisione militare alla fine del medesimo anno. Al ritorno del Bonaparte dall'isola d'Elba si mantenne fedele al re che accompagnò nella fuga fino a Gand. L'8 luglio 1815 rientrò a Parigi con il re e fu nominato maggior generale della Guardia reale e Pari di Francia. Nominato membro della commissione incaricata di giudicare il comportamento degli ufficiali che avevano servito sotto Napoleone durante i Cento Giorni, votò a favore della condanna a morte dell'ex collega, Maresciallo Michel Ney.
All'inizio del 1816 divenne comandante della 6ª Divisione militare. Dal 14 dicembre 1821 al 19 ottobre 1823 fu Ministro della Guerra e preparò la spedizione di Spagna del 1823. Nel 1828 divenne membro del Consiglio superiore di Guerra. Legittimista fino al 1830, si oppose all'ascesa al trono di Luigi Filippo. Alla sua morte la salma venne inumata nel Cimitero di Père-Lachaise.
Il suo nome figura sull'Arco di Trionfo a Parigi ed un viale della città porta il suo nome.

## Matrimoni e discendenza
Da Giovanna Giuseppina Muguet Victor ebbe:
- Vittorina di Belluno (nata nel 1792), che sposò Louis Huguet-Chataux
- Carlo di Belluno (1795-1827)
- Napoleone Vittorio Francesco Perrin di Belluno, duca di Belluno (1796-1853), che sposò Maria da Penha de Lemos Lemos Whilloughby da Silveira de Lacerda
- Napoleone Vittorio Eugenio di Belluno (1799-1852)

Nel 1803 si risposò con Julie Vosch van Avesaat, dalla quale ebbe:
- Stefania Giuseppina Luisa di Belluno (1805-1832)

## Araldica
|  |

|  |